# Жанаесильский сельский округ
Жанаеси́льский се́льский окру́г (каз. Жаңаесіл ауылдық округі) — административная единица в составе Целиноградского района Акмолинской области Республики Казахстан.
Административный центр — село Жанаесиль.

## География
Административно-территориальное образование расположено в северо-западной части района, граничит:
- на севере с Арайлынским сельским округом,
- на востоке с Нуресильским сельским округом,
- на юго-востоке с сельским округом Акмол,
- на юге с Оразакским сельским округом,
- на западе с сельским округом Родина.

Сельский округ расположен на казахском мелкосопочнике. Рельеф местности в основном представляет собой сплошную равнину с незначительными перепадами высот; средняя высота округа — около 330 метров над уровнем моря. 
Гидрографическая сеть округа представлена рекой Ишим — которая образует северные границы округа.
Климат холодно-умеренный, с хорошей влажностью. Среднегодовая температура воздуха отрицательная и составляет около -4,2°С. Среднемесячная температура воздуха в июле достигает +20,5°С. Среднемесячная температура января составляет около -14,1°С. Среднегодовое количество осадков составляет около 390 мм. Основная часть осадков выпадает в период с июня по июль.

## История
В 1989 году существовал как — Новоишимский сельсовет (сёла Новоишимка, Мартык, Садовое).
В периоде 1991 — 1998 годов, Новоишимский сельсовет был преобразован в сельский округ; в состав округа вошло село Семеновка из Максимовского сельсовета; село Садовое было передано в состав Приозерного сельсовета. 
В 2018 году сельский округ, сёла Новоишимка и Семеновка были переименованы в Жанаесильский, Жанаесиль и Караменды батыра соответственно.

## Население
| Численность населения | Численность населения | Численность населения |
| 1989                  | 1999                  | 2009                  |
| --------------------- | --------------------- | --------------------- |
| 3321                  | ↘3171                 | ↗3431                 |

## Состав
| № | Населённый пункт | Тип населённого пункта       | Население, 1989 | Население, 1999 | Население, 2009 |
| - | ---------------- | ---------------------------- | --------------- | --------------- | --------------- |
| 1 | Жанаесиль        | село, административный центр | 2 541           | 1 951           | 2 179           |
| 2 | Караменды батыра | село                         | 997             | 935             | 1 004           |
| 3 | Мортык           | село                         | 326             | 285             | 248             |

## Экономика
Сельское хозяйство
Наличие личного подсобного хозяйства на начало 2021 года составляет:
- КРС — 1 240 голов,
- лошади — 693 голов,
- свиньи — 632 голов,
- МРС — 1 902 голов,
- птицы — 5 274 голов.

Предпринимательство
В округе зарегистрировано: 
- 7 ТОО,
- 23 крестьянских хозяйств,
- 29 индивидуальных предпринимателей.

## Инфраструктура
Образование
- д/с «Аққогершин» — 128 детей,
- СШ села Жанаесиль — 371 учеников,
- ОШ села Караменды батыр — 163 учеников,
- ОШ села Мортык — 43 учащихся,
- АТК № 9 — 217 студентов.

Здравоохранение
- Врачебная амбулатория села Жанаесиль,
- ФАП сел Караменды батыра, Мортык.

## Местное самоуправление
Аппарат акима Жанаесильского сельского округа — село Жанаесиль, улица Дружба, дом 5.
- Аким сельского округа — Абдуалиев Талгат Зейноллович.